# Флаг муниципального округа Соколиная гора
Флаг муниципального округа Соколи́ная Гора́ в Восточном административном округе города Москвы Российской Федерации — опознавательно-правовой знак, служащий официальным символом муниципального образования.
Ныне действующий флаг утверждён решением Совета депутатов муниципального округа Соколиная Гора от 15 сентября 2020 года № 33/6 и подлежит внесению в Государственный геральдический регистр Российской Федерации.

## Описание
«Флаг представляет собой красное прямоугольное полотнище с отношением ширины к длине 2:3, воспроизводящее фигуры герба муниципального округа белым, жёлтым, синим, чёрным и красным цветами».
Описание герба: «В червлёном поле на серебряной горе с прямыми пологими склонами — сидящий прямо с воздетыми крыльями золотой, вооружённый серебром сокол с серебряными же бубенчиками на лапах. Гора обременена двумя лазоревыми фузеями накрест, поверх скрещения которых положена чёрная гренада с червлёным пламенем».

## Обоснование символики
Жёлтый (золотой) сокол, сидящий на белой (серебряной) горе — символизирует непосредственно название округа, делая флаг гласным (традиционный приём в геральдике, когда фигуры флага и герба указывают на название владельца).
Жёлтый (золотой) сокол с белыми (серебряными) бубенцами — символизирует так же древнюю царскую соколиную охоту, проводимую в XVII веке на территории современного муниципального округа Соколиная Гора.
Скрещенные фузеи, обременённые пылающей гранатой (гренадой) — символизируют создание и квартирование на территории, вошедшей в современный муниципальный округ, Соколиная Гора Семёновского полка.
Красное полотнище флага отсылает к цветам кафтанов царских сокольничих, а синий цвет скрещённых фузей к цвету мундира Семёновского полка.
Белый цвет (серебро) — символ чистоты, открытости, доброты.
Жёлтый цвет (золото) — символ надежности, богатства, стабильности, устойчивости и процветания.
Красный цвет — символ подвига, храбрости, мужества, неустрашимости, стойкости и великодушия.
Синий цвет — символ честности, верности, безупречности.

## Первый флаг
Решением муниципального Собрания внутригородского муниципального образования Соколиная Гора от 12 февраля 2004 года № 16/1 был утверждён флаг муниципального образования Соколиная Гора.
Законом города Москвы от 11 апреля 2012 года № 11, муниципальное образование Соколиная Гора было преобразовано в муниципальный округ Соколиная Гора.
Решением Совета депутатов муниципального округа Соколиная Гора от 14 ноября 2017 года № 3/1 флаг муниципального образования Соколиная Гора был утверждён флагом муниципального округа Соколиная Гора.

### Описание
«Флаг муниципального образования Соколиная Гора представляет собой двустороннее, прямоугольное полотнище с соотношением сторон 2:3.
Полотнище состоит из двух частей — нижней голубой и верхней красной, разделённых между собой жёлтой ломаной линией в виде боковых сторон равнобедренного треугольника, высота которого равна 1/4 ширины полотнища, а вершина совпадает с центром полотнища. Ширина жёлтой линии равна 1/120 длины (1/80 ширины) флага.
В красной части помещено изображение жёлтого взлетающего сокола, увенчанного жёлтой шапкой Мономаха. Габаритные размеры изображения составляют 5/12 длины и 7/16 ширины полотнища. Центр изображения равноудалён от боковых краёв полотнища и находится на расстоянии 1/ 4 ширины полотнища от его верхнего края.
В голубой части помещено изображение двух белых перекрещённых фузей, над которыми белая граната с жёлтым пламенем. Габаритные размеры изображения составляют 5/8 длины и 2/5 ширины полотнища. Центр изображения равноудалён от боковых краёв полотнища и находится на расстоянии 1/4 ширины».

### Обоснование символики
Красный цвет полотнища означает цвет кафтанов царских сокольников.
Голубой цвет полотнища указывает на цвет униформы Лейб-гвардии Семёновского полка, образованного Петром I и располагавшегося на территории нынешнего муниципального образования.
Жёлтый взлетающий сокол, увенчанный шапкой Мономаха, указывает на охоту — одно из любимых развлечений царского двора. Белая граната и две перекрещённые фузеи символизируют славную военную историю царского Семёновского полка.